# 9월 5일: 위험한 특종
《9월 5일: 위험한 특종》  (영어: September 5)는 팀 펠바움이 감독, 공동 제작, 공동 각본을 맡은 2024년 시대극 스릴러 영화이다. 피터 사즈가드, 존 마가로, 벤 채플린, 레오니 베네슈가 출연했으며 ABC 스포츠 제작진의 뮌헨 올림픽 참사 당시 보도를 담았다.
2024년 8월 29일 제81회 베니스 국제 영화제에서 공개되었으며, 2024년 12월 13일 파라마운트 픽처스와 리퍼블릭 픽처스를 통해 미국에서 제한 상영으로 개봉되었고, 2025년 1월 17일 와이드 릴리스로 개봉했다. 비평가들로부터 긍정적인 평가를 받았으며 아카데미상 최우수 각본상 후보에 올랐다.

## 줄거리
1972년 하계 올림픽 동안 ABC 스포츠 제작진은 올림픽 보도를 진행한다. 유대계 미국인 선수인 마크 스피츠가 독일 선수를 제치고 수영 종목에서 금메달을 따자, ABC 스포츠의 룬 알레지 사장은 경쟁자의 반응을 편집하고 스피츠와의 생방송 인터뷰에서 홀로코스트와 나치 독일에 대한 정보를 이어 붙이면서 승리를 극화한다. 운영 책임자인 마빈 베이더가 그 결정에 의문을 제기하자, 알레지는 효과적인 방송을 하려면 정치보다 감정을 강조하는 것이 중요함을 상기시킨다.
제작진들은 밤에 멀리서 총소리를 듣게 되고 현지 통역가인 마리안의 도움을 받아 경찰 방송을 듣고 검은 9월단이 이스라엘 팀이 거주하는 아파트에 침입하여 선수들을 인질로 잡고 수백 명의 팔레스타인 수감자들을 석방할 것을 요구하는 테러 사건이 발생했다는 것을 알게된다. 특종의 기회를 본 신임 프로듀서 제프리 메이슨은 보도국을 대신해 사건을 취재하기 위해 취재진을 재빨리 조직한다. 메이슨은 알레지와 함께 실용적인 조치를 취해 이야기를 흥미진진한 사건으로 만들기 위해 더욱 유리한 위성 사용 시간대를 협상하고, 심지어 선수 출입증을 위조해 출입 제한이 된 올림픽 선수촌에 들어가 영상을 촬영한다. 대부분의 직원들은 갈등이 신속하고 성공적으로 해결될 것이라 기대하지만, 당황한 베이더는 메이슨과 알레지에게 실제 사람들의 삶이 위험에 처해 있다는 사실을 상기시키고 테러리스트들의 이야기가 미칠 수 있는 영향에 대해 경고한다.
협상 실패와 지역 경찰의 준비 부족으로 인한 어설픈 대처로 인해 위기는 악화된다. 수많은 방송국들이 대치 상황에 대한 최신 정보를 보도하기 위해 경쟁을 벌이면서, 메이슨은 사건을 보도하는 데 더욱 경쟁적으로 나선다. 그 와중에 직원들은 테러리스트들이 자신들의 방송을 보고 구출 시도에 대응했다는 것을 알게된다. 경찰이 통제실에 들이닥쳐 중계진들에게 총을 들이대고 방송을 중단하라고 위협하지만, 메이슨은 거부한다. 협상을 통해 테러리스트들이 인질들과 함께 퓌르스텐펠트브뤼크 군공항으로 이송되자 메이슨은 마리안을 그곳으로 보내 취재하게 하고 총격전이 일어날 경우를 대비해 음향 장비도 준비시킨다.
다른 보도진들과 함께 공항에 있던 마리안은 메이슨에게 인질들이 풀려났다는 소문이 돌고 있다고 알려주고, ZDF도 인질들이 전원 석방되었다는 뉴스를 보도한다. 베이더는 ABC가 지금 보도한다면 다른 방송국에서도 똑같이 보도할 것이니 확실하게 확인될 때까지 보도를 보류하라고 메이슨에게 간청하지만, 메이슨은 특종을 놓치고 싶지 않아서  함께 뉴스를 발표하게 한다. 베이더는 분노하지만, 메이슨이 곧 독일 총리실에서 인질이 전원 구출되었다는 확인을 받자 평정심을 되찾는다. 직원들은 사건 해결을 축하하고 메이슨이 생존자들과의 인터뷰를 계획하는 사이, 베이더는 알레지와 함께 축하하기 위해 떠난다. 스튜디오가 받은 정보들이 모두 부정확하다는 사실을 알게 된 베이더는 공포에 질려 내부 소식통을 통해 구출 시도가 실패하고 인질이 모두 살해당했다는 사실을 알게 된다.
메이슨은 짐 맥케이에게 정정 보도를 내보내라고 한다. 알레지는 그의 훌륭한 일을 칭찬하는 반면, 마리안은 독일 땅에서 더 많은 무고한 생명이 희생된 것을 애도하며 다른 수많은 기자들이 생명이 희생있던 중에 공항에서 특종을 잡는 데만 집중하고 있던 것을 후회한다. 나머지 직원들이 숙소로 돌아가고 홀로 있던 메이슨은 스튜디오 게시판에 있는 피해자들의 사진을 보며 머무른다.
텍스트로 된 에필로그는 이 사건은 처음으로 테러 공격이 생방송된 사례이며 9억 명이 시청하면서 역사상 가장 많이 시청된 방송 중 하나가 되었다고 알려준다.

## 출연
- 피터 사즈가드 - 룬 알레지 역
- 존 마가로 - 제프리 메이슨 역
- 벤 채플린 - 마빈 베이더 역
- 레오니 베네슈 - 마리안네 게브하르트 역
- 지네딘 수알렘 - 자크 르가르 역
- 조지나 리치 - 글레이디스 다이스트 역
- 코리 존슨 - 행크 핸슨 역
- 마커스 루더퍼드 - 카터 제프리 역
- 대니얼 애더선 - 게리 슬로터 역
- 벤저민 워커 - 피터 제닝스 역
- 로니 허먼 - 데이비드 버거 역

또한 당시 ABC 앵커 짐 맥케이와 제닝스가 사건 당시 영상을 통해 등장한다.

## 제작
감독인 펠바움과 제작진은 수개월 동안 사건을 취재하고 1972년 하계 올림픽과 인질 위기에 대한 ABC 보존 영상을 제작에 활용했으며,  제작 디자인 팀과 협력하여 당시 ABC 스포츠에서 사용했던 방송 시설의 동일한 형태의 복제품을 만들었다.

## 개봉
2024년 8월 29일 제81회 베니스 국제 영화제 개막작으로 개봉했다. 베니스 영화제에 출연한다는 소식이 발표되기 며칠 전, 파라마운트 픽처스 산하 리퍼블릭 픽처스가 독일, 오스트리아, 스위스 이외 지역의 전 세계 배급권을 매입했다. 베니스와 텔루라이드에서 호평을 받은 후, 파라마운트는 영화를 자사에서 제작하는 것이 최선이라고 결정했고, 메인 스튜디오에서 공식적으로 배급권을 인수하기로 결정했다.
2025년 2월에 열리는 제 54회 로테르담 국제 영화제의 라임라이트 섹션에서 상영될 예정이다.
원래 2024년 11월 27일 와이드 릴리즈로 개봉할 계획이었으나 이후 파라마운트는 11월 29일에 제한적 상영으로 전환해 개봉하고 2주 후인 12월 13일부터 상영관을 확대하기로 했다. 2024년 12월 13일에 다시 제한적 상영으로 전환되었으며, 2025년 1월 17일에 상영관 수를 늘렸다. 2월 초에 추가적으로 상영관을 확대할 계획이다.
대한민국에서는 2025년 2월 5일 개봉했으며, 2월 13일까지 9,594명이 관람했다.

## 반응
리뷰 집계 사이트인 로튼 토마토에서는 99명의 비평가들 중 91%가 긍정적으로 평가했으며 평균 점수는 8.1/10이라고 집계했다. 총평은 "뉴스룸의 타협, 헌신, 실수를 담아낸 방송 미디어 역사의 비극적인 사건의 가치있는 연대기이다".  메타크리틱에서 26개 리뷰를 가중 평균해 100점 만점에 77점을 부여하여 "전체적으로 긍정적"인 평가를 내렸다.

### 수상 내역
| 상                              | 날짜              | 부문                                                                            | 수상자                                                                    | ㄱ과 | Ref.   |
| ------------------------------- | ----------------- | ------------------------------------------------------------------------------- | ------------------------------------------------------------------------- | ---- | ------ |
| Hollywood Music in Media Awards | November 20, 2024 | 음악상                                                                          | 로렌츠 당겔                                                               | 후보 | [ 17 ] |
| 샌디에이고 영화 비평가 협회     | December 9, 2024  | Best Ensemble                                                                   | 《9월 5일: 위험한 특종》                                                  | 수상 | [ 18 ] |
| 샌디에이고 영화 비평가 협회     | December 9, 2024  | 편집상                                                                          | 한스요크 바이스브리히                                                     | 수상 | [ 18 ] |
| 샌프란시스코 영화 비평가 협회   | December 15, 2024 | 편집상                                                                          | 한스요크 바이스브리히                                                     | 후보 | [ 19 ] |
| 세인트루이스 영화 비평가 협회   | December 15, 2024 | 작품상                                                                          | 《9월 5일: 위험한 특종》                                                  | 후보 | [ 20 ] |
| 세인트루이스 영화 비평가 협회   | December 15, 2024 | 편집상                                                                          | 한스요크 바이스브리히                                                     | 후보 | [ 20 ] |
| New York Film Critics Online    | December 16, 2024 | 작품상                                                                          | 《9월 5일: 위험한 특종》                                                  | 후보 | [ 21 ] |
| New York Film Critics Online    | December 16, 2024 | 각본상                                                                          | 모리츠 빈더, 팀 펠바움                                                    | 후보 | [ 21 ] |
| 골든 글로브상                   | January 5, 2025   | 작품상 - 극영화 부문                                                            | 《9월 5일: 위험한 특종》                                                  | 후보 | [ 22 ] |
| 오스틴 영화 비평가 협회         | January 6, 2025   | 편집상                                                                          | 한스요크 바이스브리히                                                     | 후보 | [ 23 ] |
| 로스엔젤레스 영화 비평가 협회   | January 11, 2025  | 편집상                                                                          | 한스요크 바이스브리히                                                     | 수상 | [ 24 ] |
| AARP Movies for Grownups Awards | January 11, 2025  | 작품상                                                                          | 《9월 5일: 위험한 특종》                                                  | 미정 | [ 25 ] |
| AARP Movies for Grownups Awards | January 11, 2025  | 남우조연상                                                                      | 피터 사즈가드                                                             | 미정 | [ 25 ] |
| AARP Movies for Grownups Awards | January 11, 2025  | Best Ensemble                                                                   | 《9월 5일: 위험한 특종》                                                  | 미정 | [ 25 ] |
| AARP Movies for Grownups Awards | January 11, 2025  | Best Time Capsule                                                               | 《9월 5일: 위험한 특종》                                                  | 미정 | [ 25 ] |
| 크리틱스 초이스 영화상          | January 12, 2025  | 각본상                                                                          | 모리츠 빈더, 팀 펠바움, 알렉스 데이비드                                   | 미정 | [ 26 ] |
| 크리틱스 초이스 영화상          | January 12, 2025  | 편집상                                                                          | 한스요크 바이스브리히                                                     | 미정 | [ 26 ] |
| Artios Awards                   | February 12, 2025 | Outstanding Achievement in Casting – Feature Studio or Independent Film (Drama) | Nancy Foy, Lucinda Syson, Simone Bär, Natasha Vincent, Juliette Ménager   | 미정 | [ 27 ] |
| 인디펜던트 스피릿 어워드        | February 22, 2025 | 편집상                                                                          | 한스요크 바이스브리히                                                     | 미정 | [ 28 ] |
| 골든 릴상                       | February 23, 2025 | Outstanding Achievement in Sound Editing – Feature Effects / Foley              | Frank Kruse, Uwe Zillner, Johanna Rellinghaus, Benedikt Uebe, Uwe Zillner | 미정 | [ 29 ] |
| 아카데미상                      | March 2, 2025     | 각본상                                                                          | 모리츠 빈더, 팀 펠바움, 알렉스 데이비드                                   | 미정 |        |

## 같이 보기
- 《원 데이 인 셉템버》 - 아카데미상을 수상한 케빈 맥도날드 감독의 1999년 인질 사태 다큐멘터리
- 《뮌헨》 - 같은 사건을 다룬 스티븐 스필버그의 영화.